# 長野県道199号八島高原線
長野県道199号八島高原線（ながのけんどう199ごう やしまこうげんせん）は、八ヶ岳中信高原国定公園内の八島高原（八島ヶ原湿原）と長野県諏訪郡下諏訪町の国道142号を結ぶ県道。

## 概要
起点から数kmの区間は林道が県道指定されたもので、前後にポールが設置されており、幅員1.7m以下の車両に通行が制限され、冬季通行止めでもある。終点付近の国道に面する坂は、御柱祭の木落しが行われる場所となっている。

### 路線データ
- 起点 : 諏訪郡下諏訪町字東俣（長野県道194号霧ヶ峰東餅屋線交点）
- 終点 : 諏訪郡下諏訪町字町屋敷（国道142号交点）